# 北条綱重
北条 綱重／北条 氏信（ほうじょう つなしげ/ほうじょう うじのぶ）は、戦国時代の武将。北条幻庵（長綱）の次男。諱は氏信、輩行名は新三郎。兄弟には北条長順、鶴松院（吉良氏朝室）がいる。子は北条氏隆、妻は西園寺公朝の娘。3代目の武蔵小机城城主。『喜連川文書』によると、北条氏康が和歌の添削を依頼するほど、和歌の造詣が深かったとされる。

## 生涯
生年は不明だが、北条幻庵（長綱）の次男として生まれる。
永禄3年（1560年）7月20日、兄の三郎が夭折したため、父・幻庵より家督を譲られ、永禄6年（1563年）に小机城主となる。
永禄11年（1568年）に甲相駿三国同盟を結んでいた武田信玄が駿河侵攻すると、北条氏は今川氏に助勢することになり、駿河に出兵した際に蒲原城を預かった。
永禄12年（1569年）12月、武田勝頼を総大将、武田信豊、山県昌景らを大将とした武田軍が蒲原城に襲来。北条軍では、綱重や弟の長順をはじめとする1000余で篭城するが、武田勝頼や武田信豊の猛攻で激戦となり、同日中に落城した。この時の戦いで綱重は真田幸隆・信綱親子率いる真田勢に討ち取られたという（真田文書）、その他に、綱重の弟の長順を始めとして狩野新八郎、清水太郎左衛門、笠原為継、荒川長宗ら蒲原城の城将も悉く討死した。

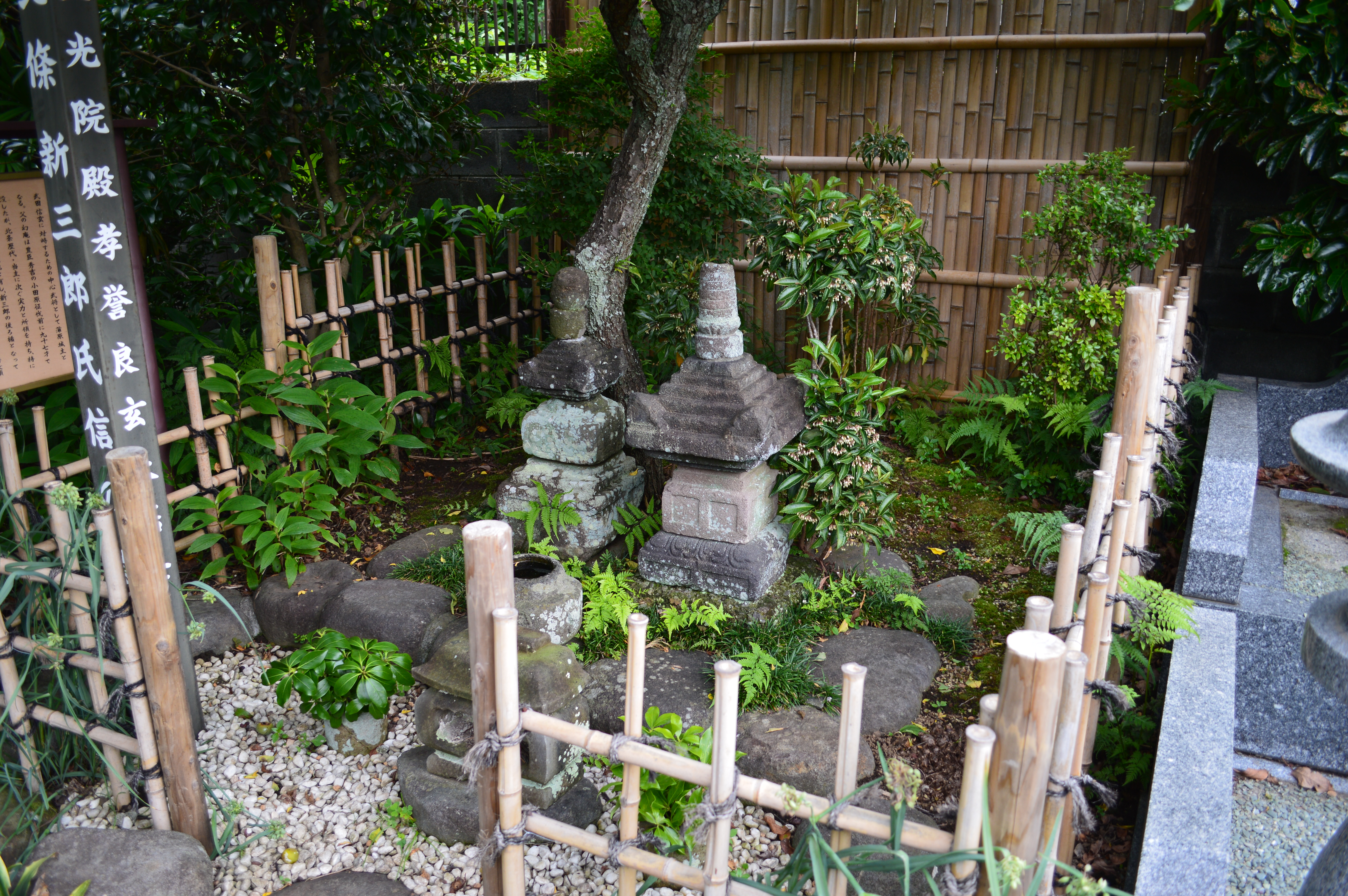
北条新三郎の墓
（静岡県三島市の祐泉寺）

墓所は静岡県三島市の祐泉寺。戒名は三光院殿孝誉良玄大居士。家督は嫡男の氏隆が継いだ。